# Maria met Kind (Hugo van der Goes)
Maria met Kind is een olieverfschilderij op paneel van Hugo van der Goes uit circa 1475-1480. 

## Voorstelling
Maria presenteert de jonge Christus, die in zijn linkerhand een anjer omhoogsteekt. De anjer kan in de middeleeuwen verschillende betekenissen hebben. Hij was onder andere verbonden met verloving en huwelijk, wat hier een toespeling kan zijn op het mystiek huwelijk van Christus met Maria en via haar met de kerk en de mensheid. In het bijzonder een rode anjer kan ook, zoals op het Portinari-altaar, verwijzen naar de kruisiging.

## Geschiedenis
Het middendeel met Maria met Kind werd door de eerste kunsthistorici die het oeuvre van Hugo van der Goes probeerden te reconstrueren, beschouwd als een van zijn vroegste werken. Ze dateerden het rond 1467-1468, kort na zijn inschrijving in het Gentse schildersgilde. Sinds het eind van de 20e eeuw is de consensus dat het vrijwel gelijktijdig is ontstaan met de zijpanelen van het Portinari-altaar, rond 1475-1480. De reden hiervoor is de gelijkenis tussen de Maria op dit paneeltje en Margaretha op het rechterluik van de triptiek. De toeschrijving aan Van der Goes wordt algemeen aanvaard.
De Maria met Kind werd zo'n tien later – waarschijnlijk niet lang na Van der Goes' dood – onderdeel van een drieluik als een apart, loszittend paneeltje dat eruit kan worden genomen. De zijpanelen, die zijn geschilderd door een andere, onbekende meester, stellen de opdrachtgevers van het drieluikje voor, Willem van Overbeke en Johanna de Keysere, die op 5 februari 1478 waren getrouwd. Ze worden begeleid door hun naamheiligen Willem van Maleval en Johannes de Doper. Op de buitenzijde is de annunciatie afgebeeld. Van Overbeke werd in 1486 benoemd tot de griffier van de Grote Raad van Mechelen. Het is onbekend of hij het oorspronkelijke schilderijtje direct van Van der Goes zelf of uit diens nalatenschap heeft verworven.
Het triptiekje werd in 1830 aangekocht door het Städel Museum in Frankfurt.

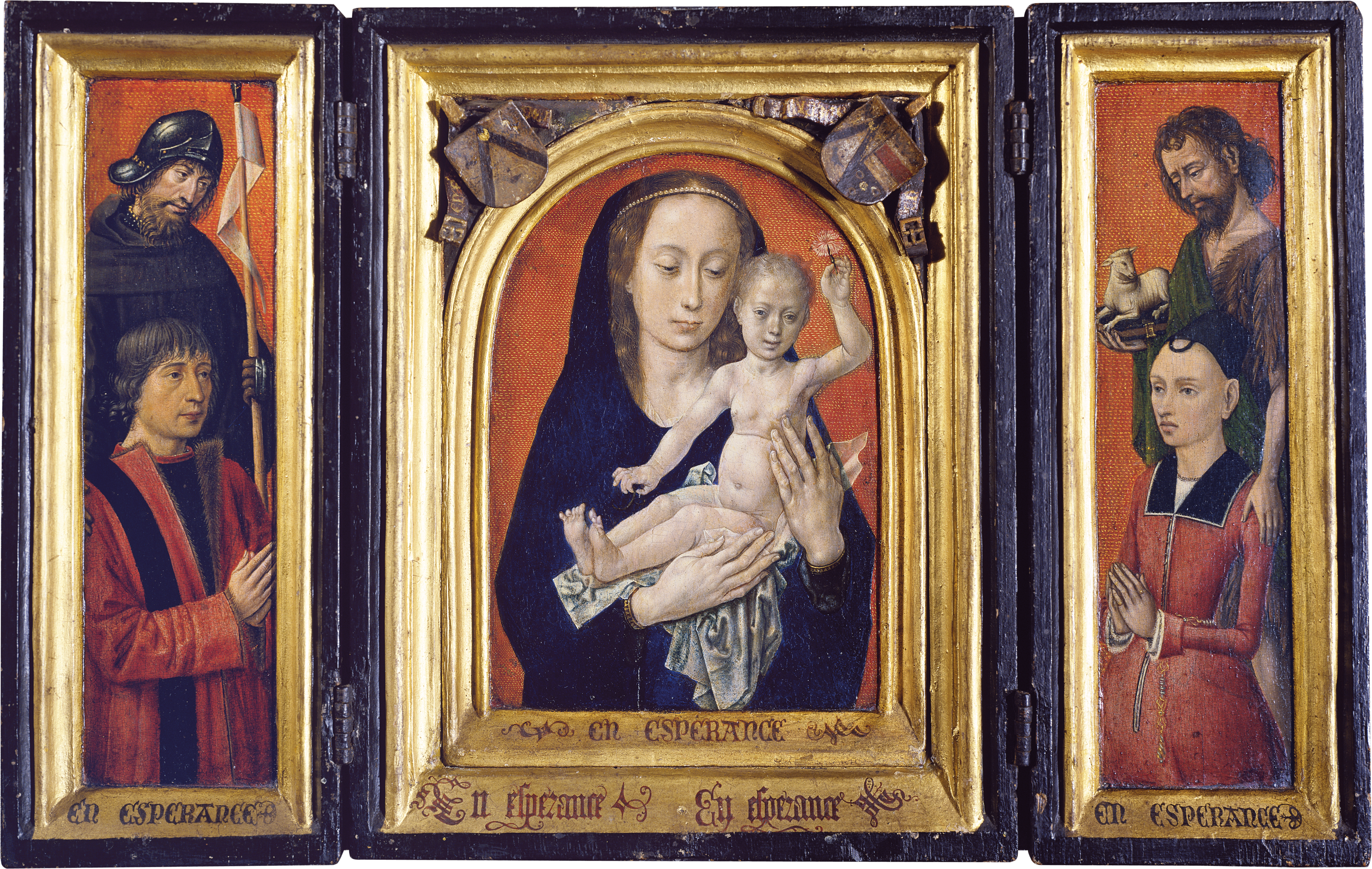
Het paneel met de latere toevoegingen uit ca. 1485-1490
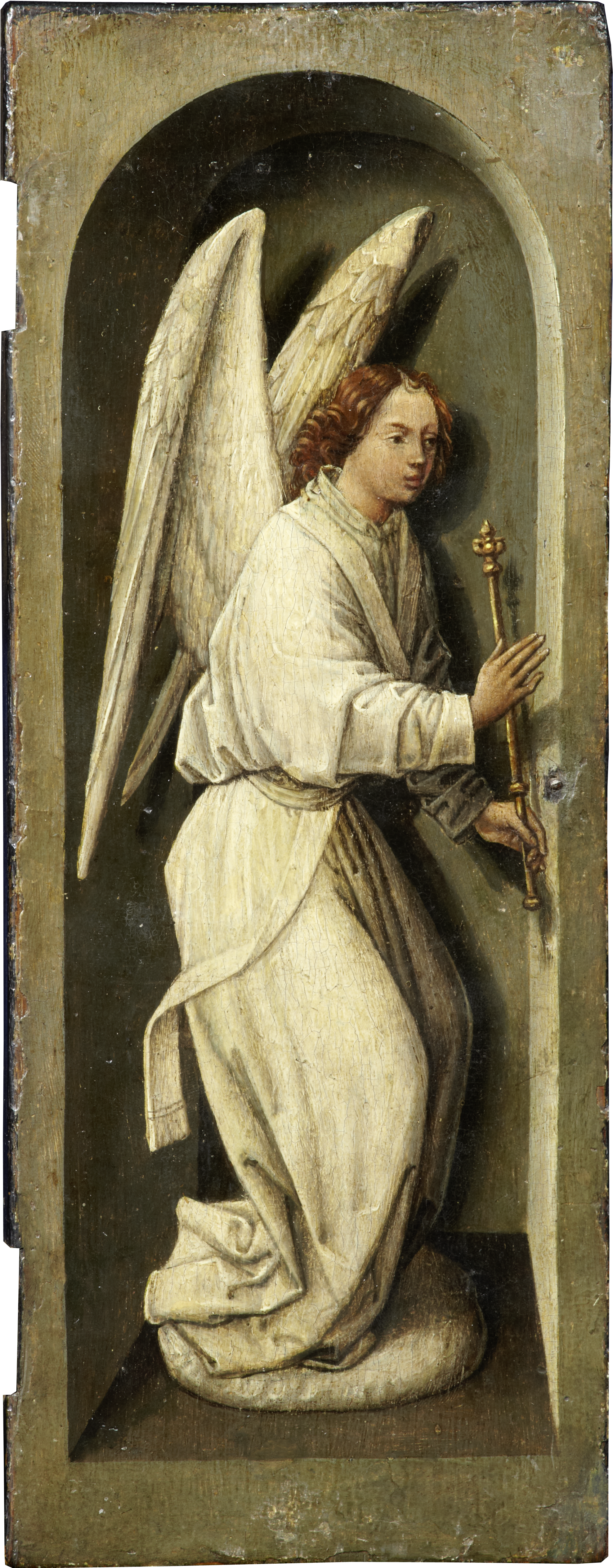
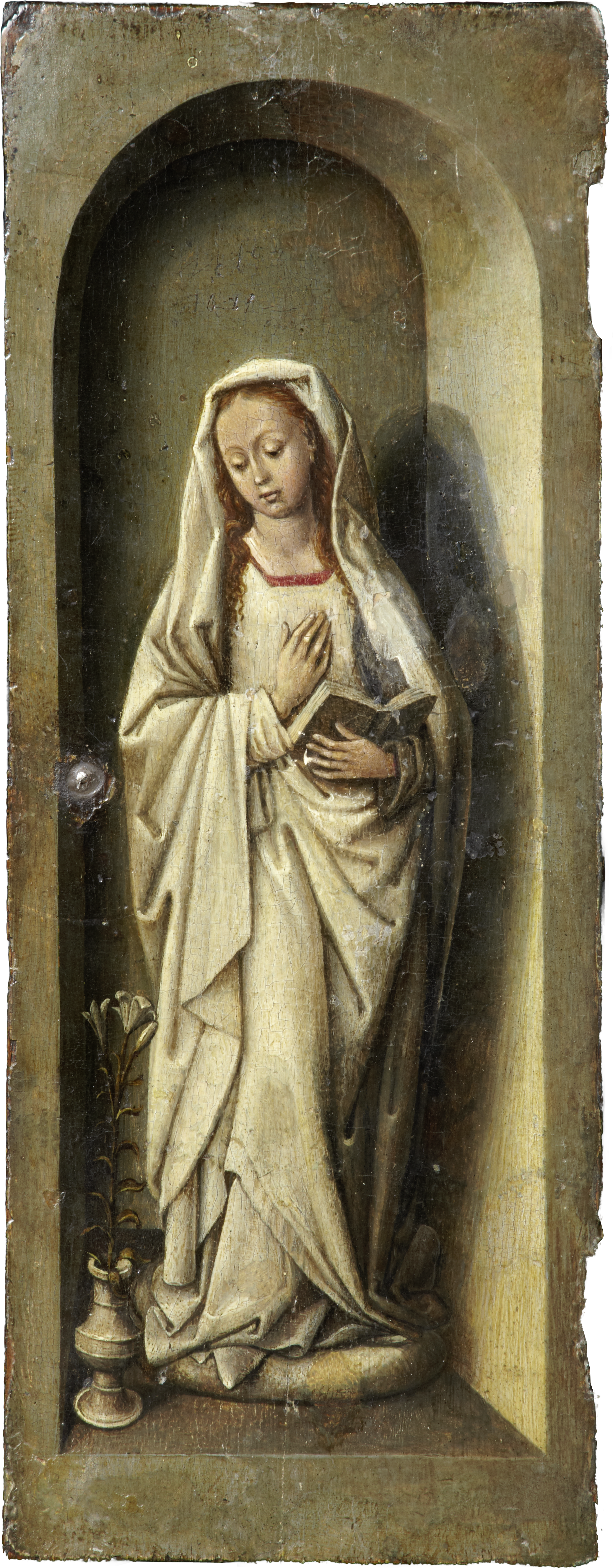

## Varianten
Er zijn meer soortgelijke Madonna's bewaard gebleven, zowel op paneel als op doek, die waarschijnlijk teruggaan op composities uit de Flémalle-groep. Ze zijn veelal vervaardigd door kunstenaars uit de omgeving van Hugo van der Goes. Sommige werken worden ook wel aan hem zelf toegeschreven, in het bijzonder de Madonna van Pavia.

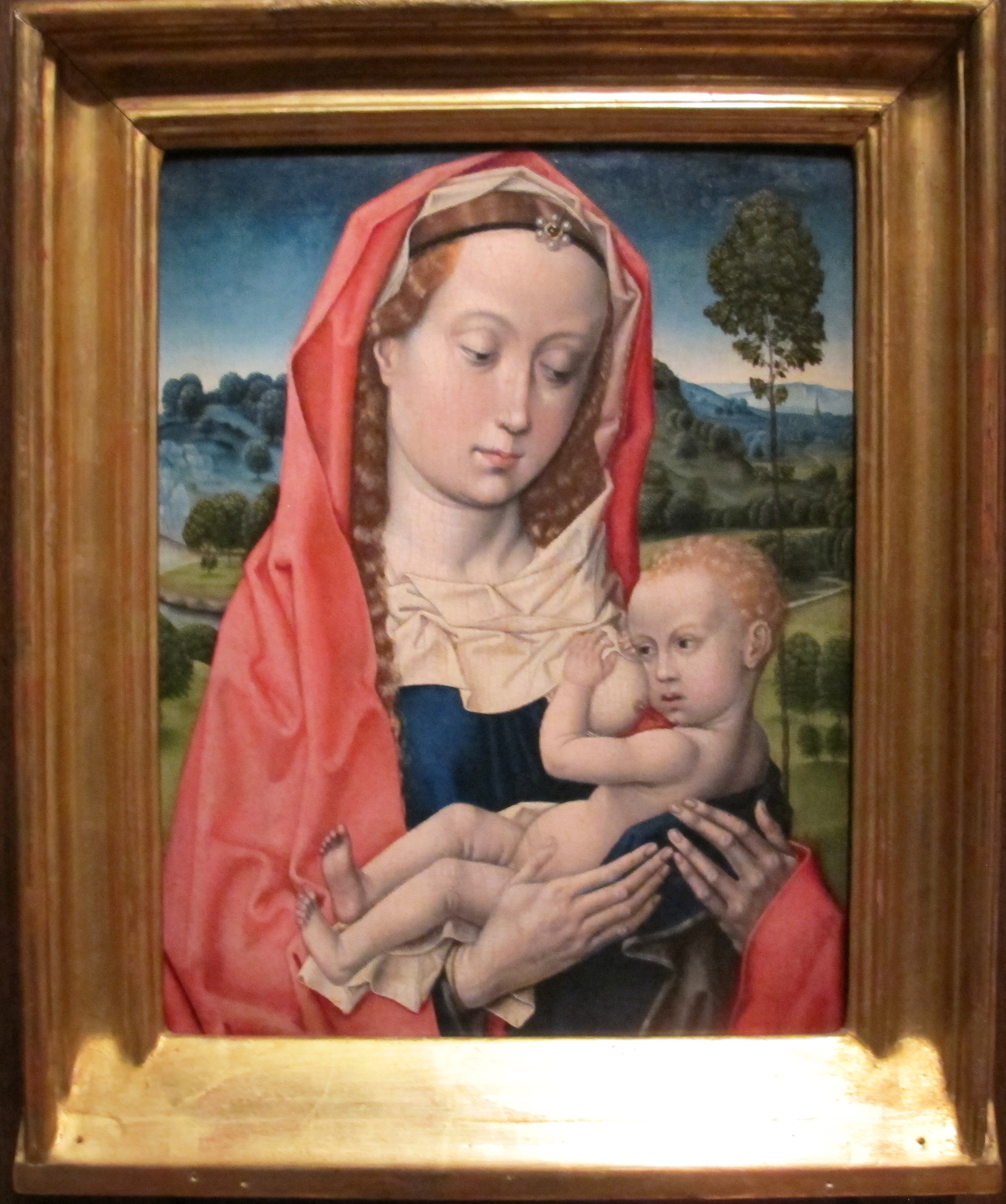
Maria met Kind, paneel, Philadelphia Museum of Art, The John G. Johnson Collection
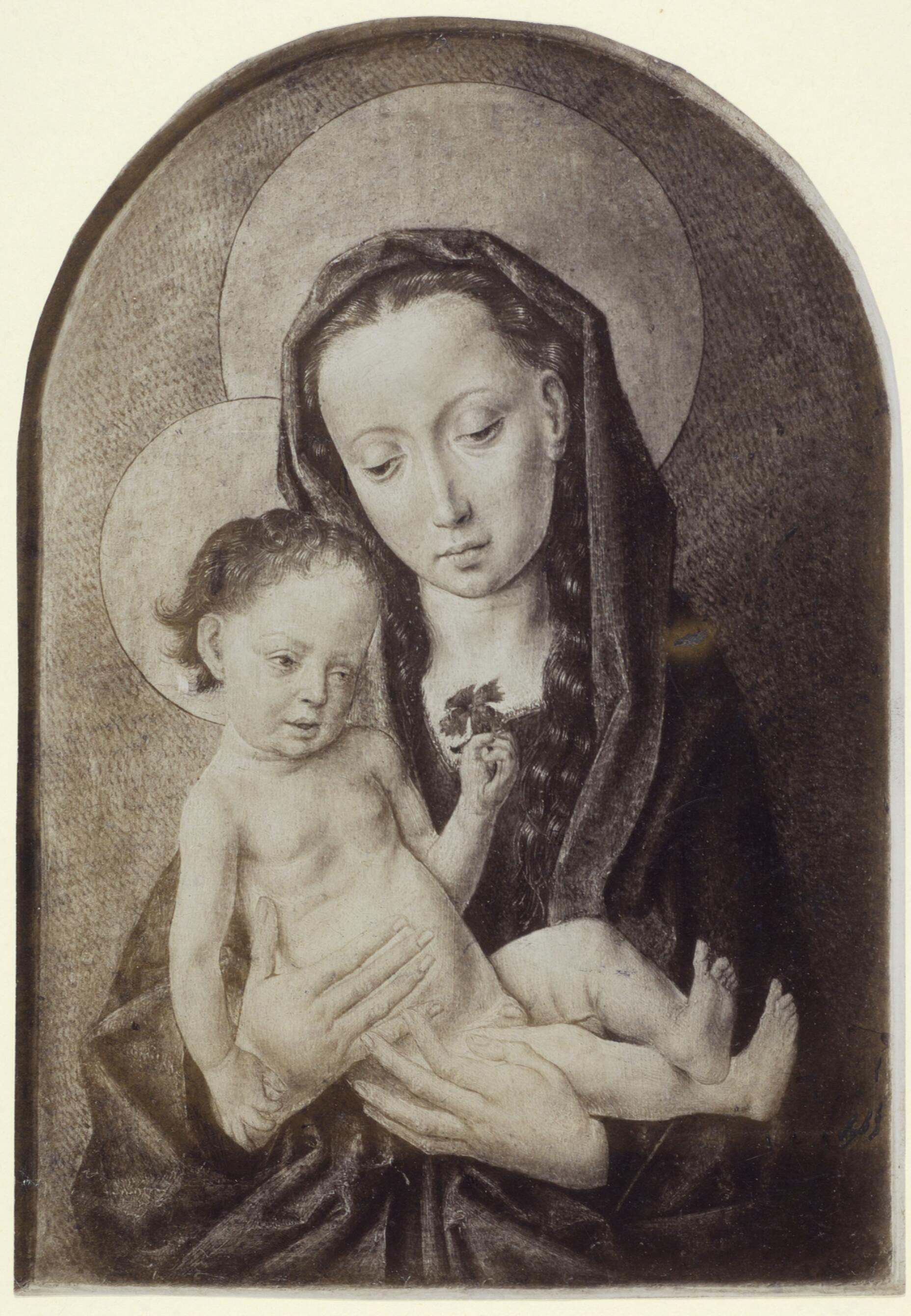
Maria met Kind, paneel, voorheen privéverzameling Boedapest (in 1944 geconfisqueerd door de Sovjets)
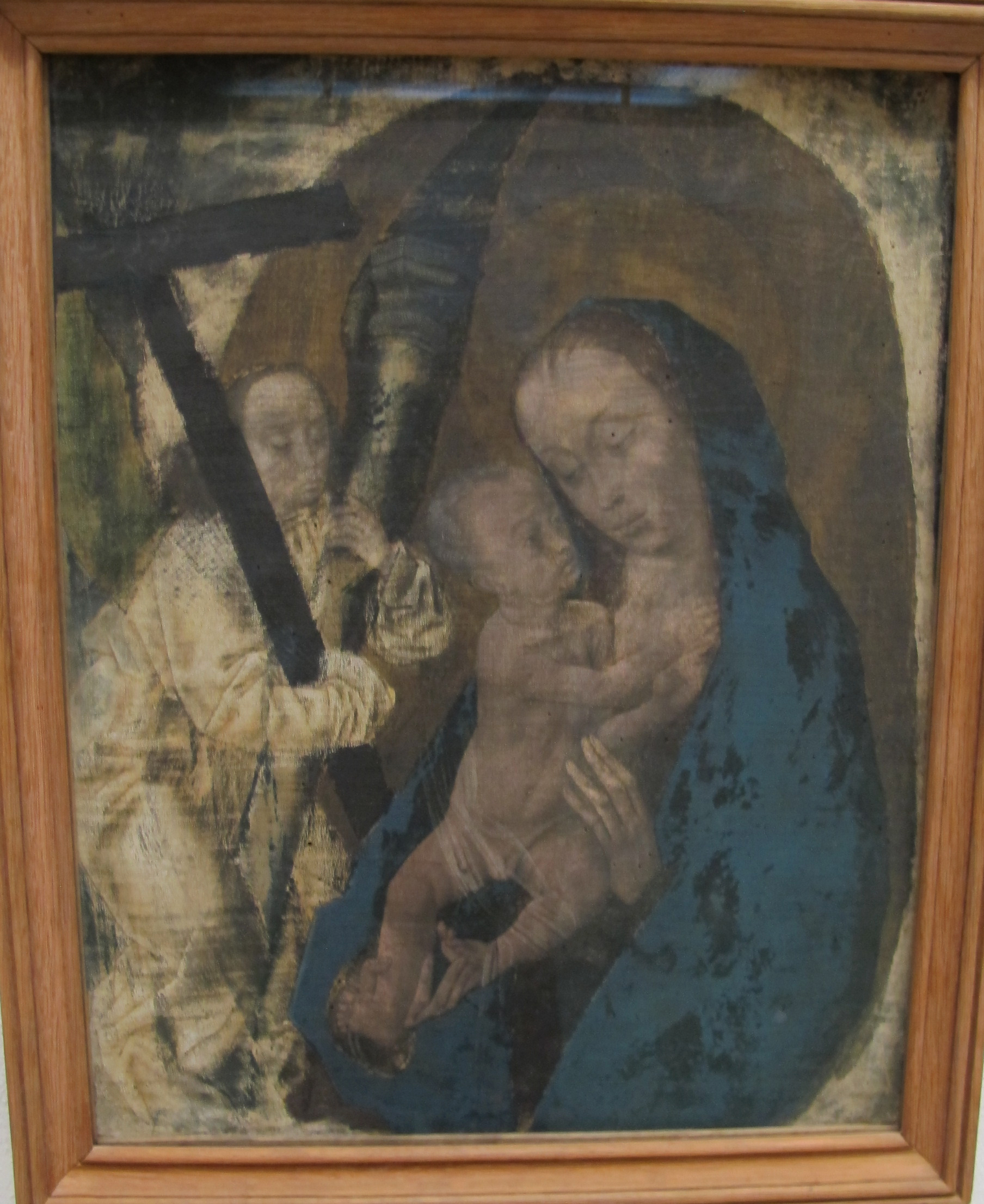
Madonna van de Passie, doek, Alte Pinakothek, Munchen

De National Gallery in Londen bezit een Brussels triptiekje dat lijkt terug te gaan op een schilderij of schets van Hugo van der Goes en dat wordt toegeschreven aan een voormalige ateliermedewerker of aan Gerard David. Christus heeft hier een kralenketting van koraal. Aan koraal werden destijds duivelwerende krachten toegeschreven. Daarnaast wijst het koraaltakje in zijn nek vooruit naar de kruisiging. Deze symboliek is ook aan te treffen op de Weense diptiek en het Portinari-altaar.

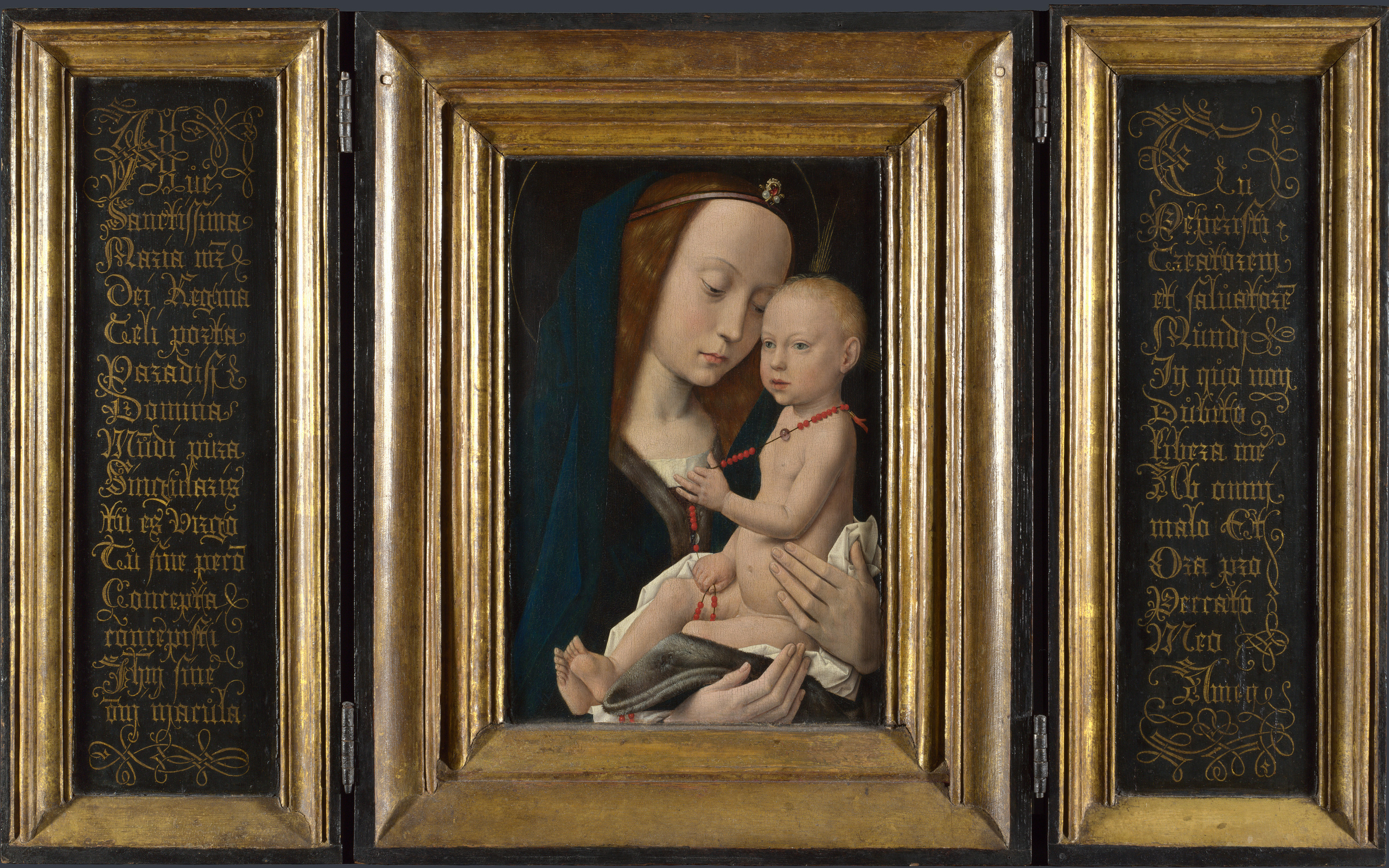
naar Hugo van der Goes (?), Maria met Kind, ca. 1485, National Gallery, Londen